# Yūsuke Ōnishi
Yūsuke Ōnishi (japanisch 大西 悠介 Ōnishi Yūsuke; * 20. Mai 2001 in der Präfektur Ibaraki) ist ein japanischer Fußballspieler.

## Karriere
Yūsuke Ōnishi erlernte das Fußballspielen in der Schulmannschaft der RKU Kashiwa High School sowie in der Universitätsmannschaft der Kokushikan-Universität. Seinen ersten Vertrag unterschrieb er am 1. Februar 2024 beim Iwaki FC. Der Verein aus Iwaki spielt in der zweiten Liga. Sein Zweitligadebüt gab Yusuke Onishi am 24. Februar 2024 (1. Spieltag) im Auswärtsspiel gegen Mito Hollyhock. Bei der 1:0-Niederlage stand er in der Startelf und spielte die kompletten 90 Minuten. In seiner ersten Profisaison bestritt er 19 Zweitligaspiele.